# Inguma
Inguma, ou Mauma à Baigorri, est un des Irelus ou génies maléfiques qui composent le vaste panthéon de la mythologie basque. On peut l'encadrer dans les êtres qui habitent la nuit, car c'est à ces heures-là qu'il est le plus susceptible d'apparaître. Cependant, Inguma peut être affiché à tout moment lorsque les gens dorment. Sa nature est mauvaise, puisque son seul but est de noyer ses victimes pendant leur sommeil. Il apparaît de nuit dans les maisons, lorsque les gens sont endormis. Il serre la gorge de certains d'entre eux, leur rendant la respiration difficile, provoquant ainsi une indicible angoisse.

## Origine anthropologique
L'origine anthropologique de ce génie pourrait être recherchée dans le phénomène appelé « paralysie du sommeil », une incapacité temporaire de bouger dont certaines personnes souffrent souvent pendant le sommeil, lors d'un réveil brutal. Curieusement, la paralysie du sommeil survient généralement si la personne est allongée sur le dos, ce qui coïncide avec le schéma suivi par Inguma, qui s'assoit sur la poitrine de ses victimes et leur serre la gorge avec ses mains.

## Incantations
Pour éviter les effets de ce génie, dans la région d'Espelette (Labourd), on dit traditionnellement cette formule
| Basque | Français |
| --- | --- |
| Inguma, enauk hire bildur, Jinkoa eta Andre Maria artzentiat lagun Zeruan izar, lurrean belar, kostan hare. Ehadiela nereganat ager. | Inguma, je n'ai pas peur de toi, j'ai comme protecteur Dieu et la Vierge Marie. Dans le ciel les étoiles, sur terre les herbes, sur la côte les grains de sable, ne te présente pas devant moi avant de les avoir dénombrés. |

À Sare (Labourd) on dit cette autre formule :
| Basque                                                                                        | Français |
| --------------------------------------------------------------------------------------------- | --- |
| Ingumes erromes ezniok hire beldurrez Jesus diat aita Zeruko saindu ta aingeru guziak guarda. | Ingumes mendiant je n'ai pas peur de toi, j'ai pour père Jésus pour gardiens tous les saints et les anges du ciel. |

À Ithorrotz, on dit que ce génie occasionne de mauvais rêves. Pour l'éloigner on dit la même formule que celle d'Espelette, à laquelle on ajoute cette invocation au génie Gauargi :

Hi, aldiz, jin akitala Gauargia!.
qui se traduit par: En revanche viens à moi toi, Gauargia!.
Pour se délivrer de mauvais rêves on utilise diverses formules et invocations adressées à Sainte Ignés, à la Vierge Marie et à Saint André. En voici quelques-unes :
À Amezketa :
| Basque                                                                                  | Français                                                                                 |
| --------------------------------------------------------------------------------------- | ---------------------------------------------------------------------------------------- |
| Amandere Santa Inés bart egin det amets'' berriz egin eztezadala ez gaitzez ta ez onez. | Mère Sainte Agnès hier soir j'ai fait un rêve que je n'en fasse plus ni mauvais, ni bon. |

À Ezkurra (Navarre):
| Basque                                                                            | Français                                                                                           |
| --------------------------------------------------------------------------------- | -------------------------------------------------------------------------------------------------- |
| Andre Santa Ines bart ein dut ames: bart ein badut gaitzez gaur ein dezadan onez. | Sainte Agnès j'ai rêvé hier soir : si celui d'hier était mauvais que celui d'aujourd'hui soit bon. |

À Ituren (Navarre):
| Basque                                                   | Français                                                       |
| -------------------------------------------------------- | -------------------------------------------------------------- |
| Ama Bergina de Kodes: nik eiten bot ames izan daila onez | Sainte Vierge de Kodes : je fais des rêves qu'ils soient bons. |

À Euba, on dit que le rêve que l'on fait le 13 du mois se traduit dans la réalité.
Aideko est semblable à Inguma. On le rend responsable de toutes les maladies dont on ignore les causes naturelles. De même que Gaizkiñe forme les têtes de coq avec les plumes du traversin, cause de graves maladies à celui ou celle qui se couche dessus. Ce n'est seulement qu'en brûlant ces plumes que l'on est guéri.

## Filmographie
Dans Une offrande à la tempête, La mort subite d'une petite fille devient suspecte lorsque le médecin légiste découvre qu'une pression a été appliquée sur le visage du bébé. La grand-mère est persuadée que ce meurtre est l'acte d'Inguma, créature maléfique.